# Società Sportiva Lanerossi Vicenza 1979-1980
Questa voce raccoglie le informazioni riguardanti la Società Sportiva Lanerossi Vicenza nelle competizioni ufficiali della stagione 1979-1980.

## Stagione
Il ritorno in Serie B per il L.R. Vicenza implica la separazione da Paolo Rossi, che, conteso dalle maggiori società, finisce al Perugia in cambio di Marco Cacciatori e Giorgio Redeghieri: a Vicenza sono molti i volti nuovi e molte le partenze. Come allenatore viene scelto il toscano Renzo Ulivieri. 
Dopo un discreto avvio in campionato la squadra si disunisce, in primavera quando si coltivano ancora alcune speranze di risalita, arrivano cinque sconfitte che portano i biancorossi lontani dalla lotta per la promozione, e solo un buon finale di torneo permette ai vicentini di raggiungere il quinto posto, a tre lunghezze dalla promozione. Miglior marcatore di stagione dei berici con 16 reti Nicola Zanone, delle quali 4 in Coppa Italia e 12 reti in campionato, il quale la scorsa stagione in Serie A aveva trovato poco spazio.
Nella Coppa Italia disputa il girone 7 classificandosi all'ultimo posto.

## Rosa
| N. |                   | Ruolo | Calciatore       |
| -- | ----------------- | ----- | ---------------- |
|    | Italia (bandiera) | P     | Massimo Bianchi  |
|    | Italia (bandiera) | D     | Roberto Bombardi |
|    | Italia (bandiera) | D     | Gianni Bottaro   |
|    | Italia (bandiera) | A     | Marco Cacciatori |
|    | Italia (bandiera) | D     | Claudio Cocco    |
|    | Italia (bandiera) | D     | Luigino Dal Prà  |
|    | Italia (bandiera) | D     | Giuseppe Erba    |
|    | Italia (bandiera) | C     | Giovanni Frinzi  |
|    | Italia (bandiera) | C     | Ezio Galasso     |
|    | Italia (bandiera) | D     | Silvano Gelli    |
|    | Italia (bandiera) | C     | Andrea Manzo     |
|    | Italia (bandiera) | D     | Luciano Marangon |
|    | Italia (bandiera) | A     | Paolo Maruzzo    |

| N. |                   | Ruolo | Calciatore         |
| -- | ----------------- | ----- | ------------------ |
|    | Italia (bandiera) | D     | Luciano Miani      |
|    | Italia (bandiera) | C     | Enzo Mocellin      |
|    | Italia (bandiera) | A     | Antonio Ravot      |
|    | Italia (bandiera) | C     | Giorgio Redeghieri |
|    | Italia (bandiera) | D     | Alessandro Renica  |
|    | Italia (bandiera) | C     | Michele Rogliani   |
|    | Italia (bandiera) | C     | Paolo Rosi         |
|    | Italia (bandiera) | C     | Walter Sabatini    |
|    | Italia (bandiera) | C     | Mauro Sandreani    |
|    | Italia (bandiera) | C     | Dario Sanguin      |
|    | Italia (bandiera) | D     | Nello Santin       |
|    | Italia (bandiera) | C     | Nicola Zanone      |

## Risultati

### Serie B

#### Girone di andata
| Arbitro: | Redini (Pisa) |

|            |           |             |
| Zanone 11’ | Marcatori | 62’ Orlandi |

| Arbitro: | Materassi (Firenze) |

|                                                         |           |                 |
| Maselli 32’, 81’ Mutti 38’ Penzo 57’ (rig.) Iachini 90’ | Marcatori | 62’, 76’ Zanone |

| Arbitro: | Reggiani (Bologna) |

|           |           |               |
| Miani 52’ | Marcatori | 65’ Vavassori |

| Arbitro: | Patrussi (Arezzo) |

|  |           |                        |
|  | Marcatori | 33’ Sanguin 60’ Zanone |

| Arbitro: | Menicucci (Firenze) |

|                                       |           |  |
| Sabatini 18’ Marangon 80’ Maruzzo 90’ | Marcatori |  |

| Arbitro: | Tonolini (Milano) |

|  |           |                                     |
|  | Marcatori | 24’ Erba 63’ Redeghieri 69’ Maruzzo |

| Arbitro: | Paparesta (Bari) |

|                    |           |              |
| Rosi 20’ Gelli 32’ | Marcatori | 24’ Saltutti |

| Arbitro: | Prati (Parma) |

|                                    |           |  |
| Sanguin 36’ Zanone 55’ (rig.), 64’ | Marcatori |  |

| Verona 11 novembre 1979 9ª giornata | Verona           | 0 – 0 | Lanerossi Vicenza | Stadio Marcantonio Bentegodi\| Arbitro: \| Terpin (Trieste) \| |
| Arbitro:                            | Terpin (Trieste) |       |                   |                                                                |

| Arbitro: | Panzino (Catanzaro) |

|  |           |             |
|  | Marcatori | 48’ Glerean |

| Palermo 25 novembre 1979 11ª giornata | Palermo               | 0 – 0 | Lanerossi Vicenza | Stadio La Favorita\| Arbitro: \| Ballerini (La Spezia) \| |
| Arbitro:                              | Ballerini (La Spezia) |       |                   |                                                           |

| Arbitro: | Tonolini (Milano) |

|                                                       |           |             |
| Mocellin 16’, 48’ Zanone 46’, 87’ (rig.) Marangon 70’ | Marcatori | 85’ De Rosa |

| Arbitro: | Pieri (Genova) |

|                |           |            |
| Cavagnetto 16’ | Marcatori | 79’ Zanone |

| Genova 16 dicembre 1979 14ª giornata | Genoa            | 0 – 0 | Lanerossi Vicenza | Stadio Luigi Ferraris\| Arbitro: \| Benedetti (Roma) \| |
| Arbitro:                             | Benedetti (Roma) |       |                   |                                                         |

| Arbitro: | Lops (Torino) |

|  |           |                            |
|  | Marcatori | 78’ Bonini 86’ De Bernardi |

| Arbitro: | Ballerini (La Spezia) |

|             |           |              |
| Sanguin 14’ | Marcatori | 55’ Biagetti |

| Arbitro: | Pieri (Genova) |

|                            |           |                        |
| Libera 27’ Frappampina 45’ | Marcatori | 17’ Maruzzo 29’ Zanone |

| Arbitro: | Mascia (Milano) |

|                   |           |              |
| Bogoni 27’ (aut.) | Marcatori | 61’ Angeloni |

| Arbitro: | Lattanzi (Roma) |

|                                        |           |                               |
| Stanzione 33’ Blangero 42’ Ferrari 54’ | Marcatori | 35’ Sanguin 78’ (rig.) Zanone |

#### Girone di ritorno
| Genova 3 febbraio 1980 20ª giornata | Sampdoria        | 0 – 0 | Lanerossi Vicenza | Stadio Luigi Ferraris\| Arbitro: \| Paparesta (Bari) \| |
| Arbitro:                            | Paparesta (Bari) |       |                   |                                                         |

| Vicenza 10 febbraio 1980 21ª giornata | Lanerossi Vicenza | 0 – 0 | Brescia | Stadio Romeo Menti\| Arbitro: \| Ciulli (Roma) \| |
| Arbitro:                              | Ciulli (Roma)     |       |         |                                                   |

| Arbitro: | Castaldi (Vasto) |

|              |           |  |
| Bertuzzo 81’ | Marcatori |  |

| Arbitro: | Tonolini (Milano) |

|            |           |                   |
| Zanone 60’ | Marcatori | 49’ (aut.) Renica |

| Arbitro: | Tani (Livorno) |

|                               |           |                          |
| Scarpa 34’ Torresani 64’, 70’ | Marcatori | 53’ Ravot 72’ Redeghieri |

| Arbitro: | Mascia (Milano) |

|                             |           |  |
| Rosi 24’ Cavasin 63’ (aut.) | Marcatori |  |

| Arbitro: | Prati (Parma) |

|                             |           |                      |
| Mosti 12’, 81’ Saltutti 16’ | Marcatori | 4’ Sanguin 52’ Ravot |

| Arbitro: | Magni (Bergamo) |

|                                                |           |  |
| Quarella 2’ Rossi 27’ Cannata 60’ Chierico 90’ | Marcatori |  |

| Arbitro: | Lanese (Messina) |

|              |           |  |
| Mocellin 88’ | Marcatori |  |

| Arbitro: | Pieri (Genova) |

|                     |           |  |
| D'Angelo 37’ (rig.) | Marcatori |  |

| Arbitro: | Colasanti (Roma) |

|              |           |  |
| Mocellin 82’ | Marcatori |  |

| Terni 20 aprile 1980 31ª giornata | Ternana           | 0 – 0 | Lanerossi Vicenza | Stadio Libero Liberati\| Arbitro: \| Patrussi (Arezzo) \| |
| Arbitro:                          | Patrussi (Arezzo) |       |                   |                                                           |

| Vicenza 27 aprile 1980 32ª giornata | Lanerossi Vicenza | 0 – 0 | Como | Stadio Romeo Menti\| Arbitro: \| Longhi (Roma) \| |
| Arbitro:                            | Longhi (Roma)     |       |      |                                                   |

| Arbitro: | Altobelli (Roma) |

|                      |           |  |
| Rosi 84’, 87’ (rig.) | Marcatori |  |

| Arbitro: | Benedetti (Roma) |

|                      |           |                      |
| De Bernardi 37’, 59’ | Marcatori | 29’ Rosi 68’ Del Prà |

| Arbitro: | Tubertini (Bologna) |

|  |           |              |
|  | Marcatori | 85’ Marangon |

| Arbitro: | Ballerini (La Spezia) |

|                                      |           |  |
| Del Prà 56’ Mocellin 65’ Sanguin 84’ | Marcatori |  |

| Arbitro: | Patrussi (Arezzo) |

|  |           |          |
|  | Marcatori | 38’ Rosi |

| Arbitro: | Lanese (Messina) |

|                        |           |                                   |
| Marangon 18’ Manzo 66’ | Marcatori | 52’ Tosetto 57’ (aut.) Redeghieri |

### Coppa Italia

#### Girone 7
| Arbitro: | Mascia (Milano) |

|  |           |                |
|  | Marcatori | 17’ Massimelli |

| Arbitro: | Materassi (Firenze) |

|                         |           |                   |
| Dasara 53’ Gattelli 68’ | Marcatori | 62’ (rig.) Zanone |

| 2 settembre 1979 3ª giornata |  | – Riposo |  |  |

| Arbitro: | Bergamo (Livorno) |

|            |           |             |
| Zanone 27’ | Marcatori | 50’ Filippi |

| Arbitro: | Tonolini (Milano) |

|                                   |           |                 |
| Gori 32’ Bordon 36’ Benedetti 89’ | Marcatori | 43’, 81’ Zanone |

## Statistiche

### Statistiche di squadra
| Competizione | Punti | In casa | In casa | In casa | In casa | In casa | In casa | In trasferta | In trasferta | In trasferta | In trasferta | In trasferta | In trasferta | Totale | Totale | Totale | Totale | Totale | Totale | DR  |
| Competizione | Punti | G       | V       | N       | P       | Gf      | Gs      | G            | V            | N            | P            | Gf           | Gs           | G      | V      | N      | P      | Gf     | Gs     | DR  |
| ------------ | ----- | ------- | ------- | ------- | ------- | ------- | ------- | ------------ | ------------ | ------------ | ------------ | ------------ | ------------ | ------ | ------ | ------ | ------ | ------ | ------ | --- |
| Serie B      | 42    | 19      | 9       | 8       | 2       | 29      | 12      | 19           | 4            | 8            | 7            | 20           | 25           | 38     | 13     | 16     | 9      | 49     | 37     | +12 |
| Coppa Italia | ..    | .       | .       | .       | .       | ..      | ..      | .            | .            | .            | .            | ..           | .            | ..     | ..     | .      | .      | ..     | ..     | +.. |
| Totali       | ..    | .       | .       | .       | .       | ..      | ..      | .            | .            | .            | .            | ..           | .            | ..     | ..     | .      | .      | ..     | ..     | +.. |

### Statistiche dei giocatori
| Giocatore     | Serie B  | Serie B | Coppa Italia | Coppa Italia | Totale   | Totale |
| Giocatore     | Presenze | Reti    | Presenze     | Reti         | Presenze | Reti   |
| ------------- | -------- | ------- | ------------ | ------------ | -------- | ------ |
| M. Bianchi    | 38       | -37     | ?            | ?            | 38+      | -37+   |
| R. Bombardi   | 26       | 0       | ?            | ?            | 26+      | 0+     |
| G. Bottaro    | 8        | 0       | ?            | ?            | 8+       | 0+     |
| M. Cacciatori | 2        | 0       | ?            | ?            | 2+       | 0+     |
| C. Cocco      | 1        | 0       | ?            | ?            | 1+       | 0+     |
| L. Dal Prà    | 9        | 2       | ?            | ?            | 9+       | 2+     |
| G. Erba       | 23       | 1       | ?            | ?            | 23+      | 1+     |
| G. Frinzi     | 1        | 0       | ?            | ?            | 1+       | 0+     |
| E. Galasso    | 31       | 0       | ?            | ?            | 31+      | 0+     |
| S. Gelli      | 30       | 1       | ?            | ?            | 30+      | 1+     |
| A. Manzo      | 2        | 1       | ?            | ?            | 2+       | 1+     |
| L. Marangon   | 33       | 4       | ?            | ?            | 33+      | 4+     |
| P. Maruzzo    | 20       | 3       | ?            | ?            | 20+      | 3+     |
| L. Miani      | 32       | 1       | ?            | ?            | 32+      | 1+     |
| E. Mocellin   | 18       | 5       | ?            | ?            | 18+      | 5+     |
| A. Ravot      | 7        | 2       | ?            | ?            | 7+       | 2+     |
| G. Redeghieri | 38       | 2       | ?            | ?            | 38+      | 2+     |
| A. Renica     | 1        | 0       | ?            | ?            | 1+       | 0+     |
| M. Rogliani   | 2        | 0       | ?            | ?            | 2+       | 0+     |
| P. Rosi       | 32       | 6       | ?            | ?            | 32+      | 6+     |
| W. Sabatini   | 10       | 1       | ?            | ?            | 10+      | 1+     |
| M. Sandreani  | 25       | 0       | ?            | ?            | 25+      | 0+     |
| D. Sanguin    | 33       | 6       | ?            | ?            | 33+      | 6+     |
| N. Santin     | 6        | 0       | ?            | ?            | 6+       | 0+     |
| N. Zanone     | 28       | 12      | ?            | ?            | 28+      | 12+    |